# Jonathan Scheele

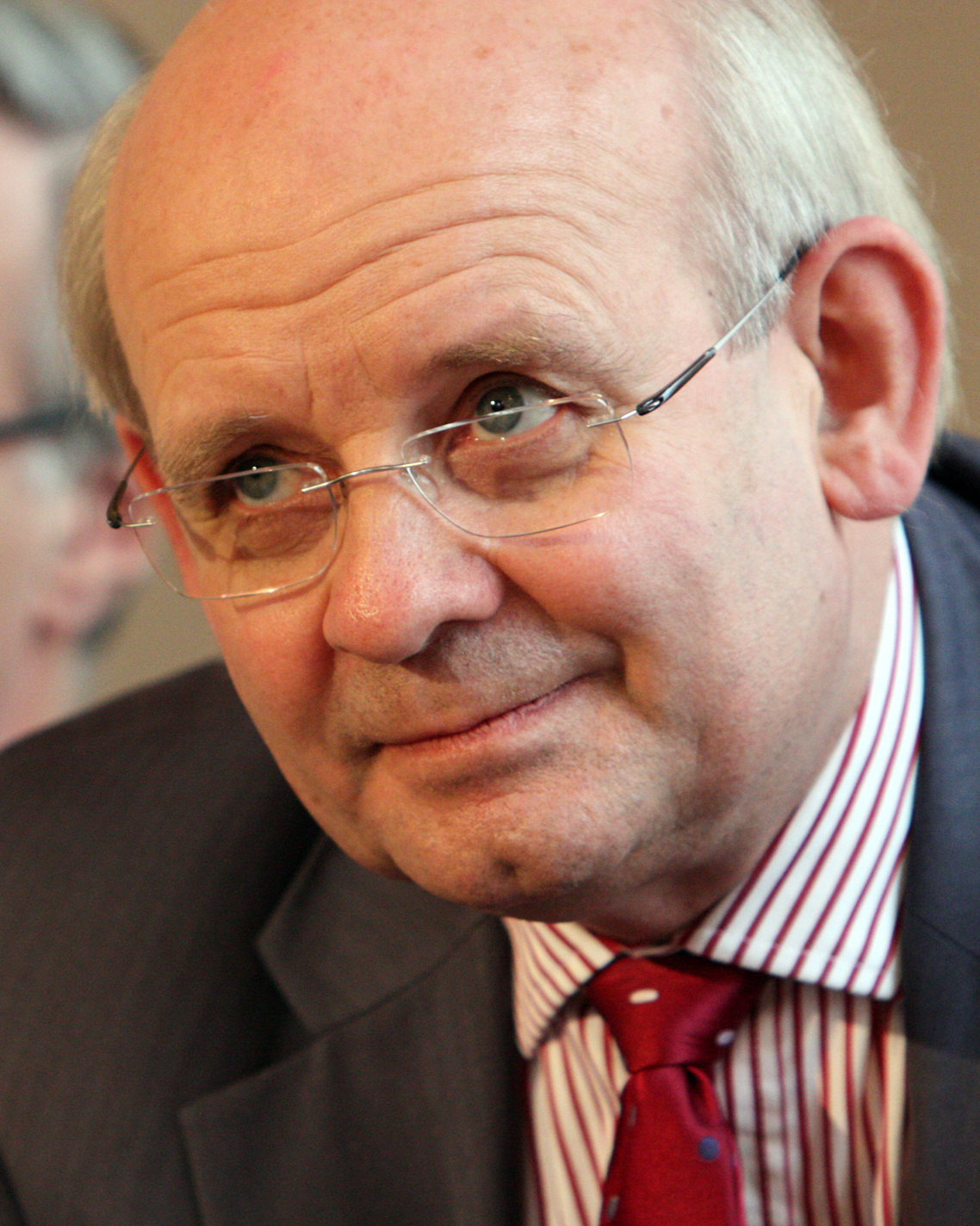
Jonathan Scheele

Jonathan Scheele (n. 7 noiembrie 1948) este un diplomat britanic. 
În prezent este director general pentru Transporturi la Comisia Europeană, funcție pe care o ocupă din 2007.
A absolvit Colegiul Trinity Hall al Universității Cambridge în 1970, cu licența în mecanică și economie.
Din octombrie 2001 până la sfârșitul anului 2006 a fost șeful Delegației Comisiei Europene („ambasador al Uniunii Europene”) în România. Urmare a activității depuse în România, Școala Națională de Studii Politice și Administrative din București îi acordă pe 1 mai 2009 titlul de doctor honoris causa.